# 藤枝教行
藤枝 教行（ふじえだ のりなり）は、江戸時代後期の旗本寄合席。旗本寄合席藤枝家最後の当主。藤枝外記（ふじえだ げき）の通称でも知られる。妻は養父の義理叔父で山田奉行の山田利寿の娘・みつ。子は3男1女。通称は安十郎、外記。石高は武蔵国および相模国内に4000石。屋敷は湯島妻恋坂。遊女と心中事件を起こし、藤枝家取り潰しを招いた。

## 生涯
徳山則秀の子孫で藤枝方教の外孫でもある旗本寄合席徳山貞明の、8男かつ末子として生まれる。なお貞明の妻は佐々成意（美濃守）の娘だが、藤枝家の系図では教行の母は某氏とされている。徳山貞明は隠居後の徳川吉宗の小姓などを勤め、布衣着帯を許可されている。
安永2年（1773年）正月にはとこにあたる藤枝貞雄が死去し、同年2月には兄で徳山家嗣子である貞中も1女残して死去したが、教行は藤枝貞雄の養子となり、実家の徳山家は竹本正章の子である貞時が養子となり跡を継いだ。安永7年（1778年）に将軍徳川家治に対し、御目見えを済ませた。

## 藤枝家
寛政重修諸家譜によると養子先の藤枝家は、徳川家光側室の順性院（お夏）の父で元町人から士分を得た岡部重家を家祖とし、お夏の方の弟である藤枝方孝の代で旗本に取り立てられ、甲府藩家老になって藤枝氏を称した家であった。父の方教の代で綱重の子の徳川家宣が将軍に就任した際に、甲府藩領は幕府直轄として収公され、藩家臣団も幕臣として吸収されたため、藤枝家の子孫は幕府直参として4500石の大身旗本となった。なお、方教の長女が徳山秀栄（又兵衛）の正室となり、後に離別しているが、これが教行の祖母にあたる。
4500石の旗本寄合席になって以降の藤枝家は、教行の実父や舅のように目立った幕職に就くことはなく、武鑑において大叔父の藤枝豊忠が駿府加番や寄合金上納支配として掲載されている程度であった。

## 心中事件
大身である教行は、新吉原江戸町一丁目の妓楼大菱屋九右衛門抱えの遊女綾絹（綾衣とも。妻みつと同じ年の19歳）と深い仲になった。ところが綾絹の身柄を裕福な商人が身請けするという話を聞いたとも、吉原遊びが幕府の知れるところとなり、江戸を離され甲府勤番支配に回されることとなったともいうが、いずれにせよ教行は綾絹に会えなくなると思い詰め、正式な手続き無しで吉原から綾絹を連れ出し逃走した。しかし程なく追っ手に見つかり、進退窮した2人は餌指の家で天明5年（1785年）に心中した。
この当主の行動に藤枝家では、教行ではなく家人の辻団右衛門が死んだことにしてその死を隠蔽しようとしたが、やがて幕府役人に露見した。妻とその母本光院は縁者宅の一室に押し込め処分となり、大身旗本藤枝家は改易処分となった。
長男の貞吉は早世しており、改易ののち、次男の安十郎は外祖父の山田利寿のもとに寓居し、三男の寅之助は従弟徳山貞栄のもとに寓居した。
江戸でこの事件は大きな話題を呼び「君とぬやるか（寝ようか）五千石とるかなんの五千石君とねよう」（大田南畝『俗耳鼓吹』（1788年））という端唄が流行した。実際の藤枝家の知行は4千石から4千500石であり5千石には満たないが、語呂が良いので俗謡にはそのように謡われた。この事件を題材にして、1911年5月に岡本綺堂が戯曲「箕輪の心中」として雑誌『演藝画報』に発表した。